# 南窓社
株式会社南窓社（なんそうしゃ）は、日本の出版社。西欧の思想、歴史、文化、文学、そしてキリスト教学を中心に翻訳を含めて出版。

## 沿革
創業者は創文社にいた岸村正路で、社名は哲学者下村寅太郎による。現在の社主はこれを引き継ぐ松本訓子である。木村直司を筆頭に上智大学関係者、また同大学関連の出版物が際立つ一方で、過去にマルコ・ポーロ賞受賞作品として、平田隆一『エトルスキ国制の研究』（第6回）、根占献一『ロレンツォ・デ・メディチ』（第20回）を刊行していて注目される。